# En solitari
En solitari (títol original en francès, En solitaire) és una pel·lícula dramàtica francesa del 2013 dirigida per Christophe Offenstein. S'ha doblat i subtitulat al català.

## Sinopsi
En Yann Kermadec té poc marge per substituir el patró principal de la Vendée Globe. Després d'uns dies de regates, el iot d'en Yann és el líder, però es veu obligat a aturar-se per reparar el timó danyat. Això canvia les seves possibilitats a la volta al món.

## Repartiment
- François Cluzet com a Yann Kermadec
- Samy Seghir com a Mano Ixa
- Virginie Efira com a Marie Drevil
- Guillaume Canet com a Frank Drevil
- Jean-Paul Rouve com a Denis Juhel
- Karine Vanasse com a Mag Embling
- Arly Jover com a Anna Bruckner
- José Coronado com a José Monzon

## Producció
El rodatge principal va començar a principis d'octubre de 2012, i l'equip va filmar durant quatre setmanes a An Oriant. La producció es va rodar principalment al mar, fins i tot a la costa de Groix. Després es va traslladar a la côte de Lumière, incloent-hi Brem-sur-Mer i Les Sables-d'Olonne just abans de l'inici de la Vendée Globe de 2012-2013. L'equip de rodatge també va viatjar a les illes Canàries. Al desembre, va tornar a An Oriant.